# Boeing 747-8
Boeing 747-8 é uma aeronave widebody quadrimotor desenvolvida pela Boeing. Anunciado oficialmente em 2005, o 747-8 é a terceira geração de Boeing 747, com fuselagem alongada, asas redesenhadas e melhor eficiência. O 747-8 é a maior versão do Boeing 747, maior avião comercial construído nos Estados Unidos, e o avião comercial mais longo do mundo, juntamente com o Airbus A340-600.
O 747-8 é oferecido em duas variantes, com o 747-8I servindo como aeronave comercial e o 747-8F servindo como aeronave cargueira. O primeiro voo do 747-8F ocorreu em 8 de fevereiro de 2010 e o primeiro voo do 747-8I ocorreu em 20 de março de 2011. A entrega do primeiro 747-8F ocorreu em outubro de 2011 e o 747-8I começou a ser entregue em 2012. Em maio de 2017, havia 134 pedidos para o 747-8, compreendendo 86 para a versão cargueira, e 48 para a versão comercial.

## Desenvolvimento

### Início
A Boeing havia considerado criar versões de maior potência dos 747 várias vezes durante os anos 1990 e 2000. O 747-500X e -600X, propostos no Salão Aeronáutico de Farnborough de 1996, teriam alongado o 747 e utilizado uma asa derivada do 777, mas não atraíram interesse suficiente para entrar em desenvolvimento. Em 2000, a Boeing ofereceu as versões 747X e 747X Stretch como alternativas para o Airbus A3XX. Esta foi uma proposta mais modesta do que a anterior e o -600X -500X. O 747X aumentaria a envergadura para 229 pés (69,8 metros) adicionando um segmento na cauda. O 747X teria uma capacidade de 430 passageiros e um alcance de até 8 700 milhas náuticas (16 100 quilômetros). O 747X Stretch seria alongado para 263 pés (80,2 metros) de comprimento, permitindo-lhe transportar 500 passageiros com um alcance de 7 800 milhas náuticas (14 400 quilômetros). No entanto, a família 747X não atraiu interesse suficiente para entrar em produção. Algumas das ideias desenvolvidas para o 747X foram usadas na versão 747-400ER.

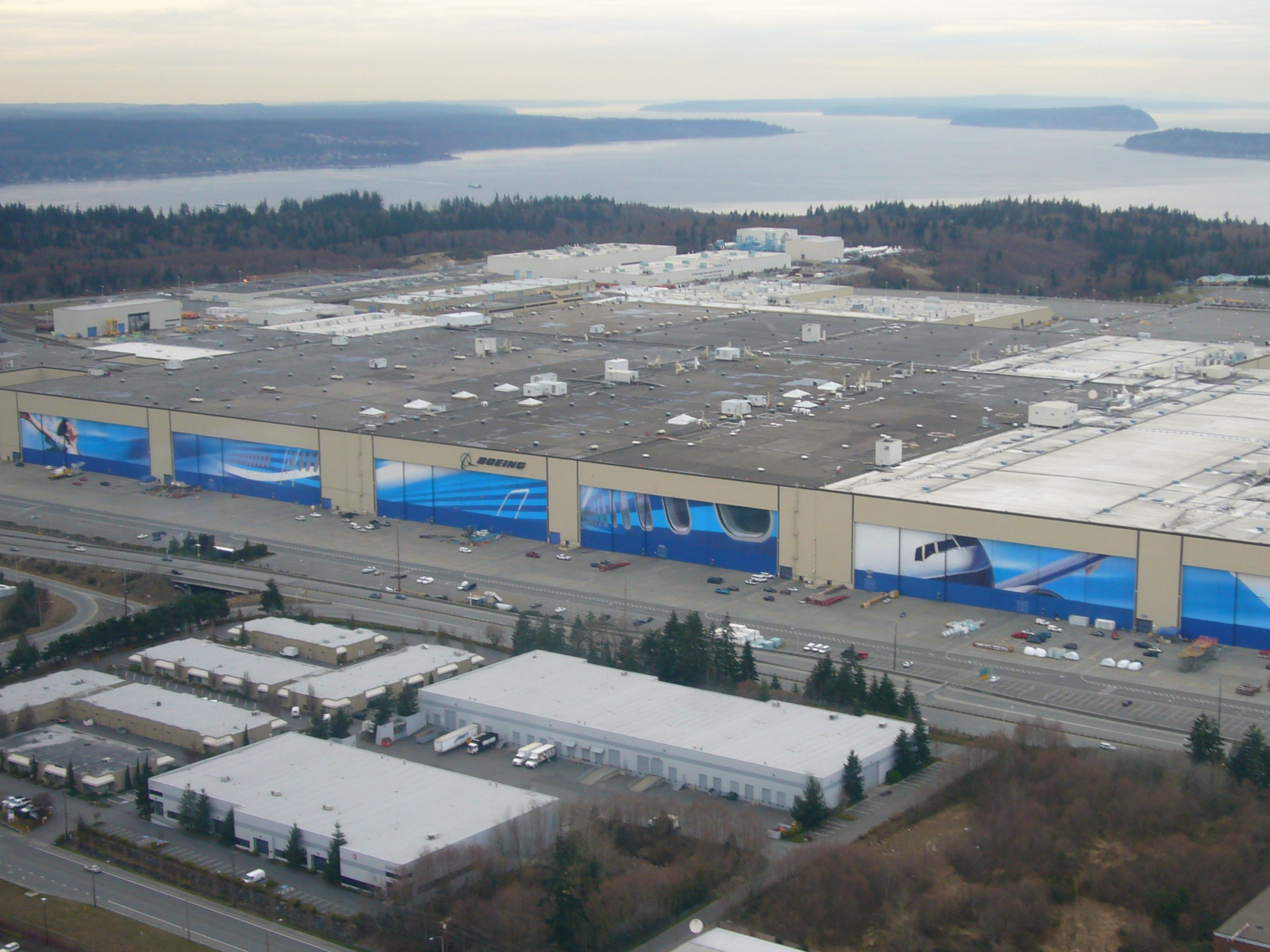
A fábrica da Boeing em Everett é o local de montagem do 747-8.

Depois que a versão 747X foi descartada, a Boeing continuou estudando melhorias para o 747. O 747-400XQLR (Quiet Long Range) foi projetado para ter um aumento do alcance para 7 980 milhas náuticas (14 780 quilômetros), com melhor eficiência de combustível e redução de ruído. Alterações estudadas incluíram asas com winglets, semelhantes aos utilizados no 767-400ER, e uma alteração na saída de ar do motor para a redução do ruído. Embora o 747-400XQLR não tenha sido produzido, muitas de suas características foram usadas para o 747-8.
No início de 2004, a Boeing anunciou projetos preliminares para o 747-8, que foram aceites pelos administradores da empresa. De características semelhantes ao 747X, o alongado 747-8 utilizou a tecnologia do Boeing 787 Dreamliner para modernizar o design e seus sistemas. Em 14 de novembro de 2005, a Boeing anunciou oficialmente o início da produção do 747-8.

### Projetos
O 747-8 foi projetado para ser a primeira aeronave da família 747 que entrou em produção. O 747-8 e o 747SP são as únicas variantes com uma fuselagem de comprimento alterado. O 747-8  usa o mesmo motor e mesma tecnologia do cockpit do 787, incluindo o motor turbofan General Electric GEnx e o sistema fly-by-wire. A Boeing afirmou que o novo projeto seria menos ruidoso, mais econômico, e mais ecológico do que as versões anteriores do 747. Comparando com a versão -400, o 747-8 tem um desempenho econômico semelhante. A Boeing firmou a construção do 747-8 Freighter em outubro de 2006.
O 747-8 possui uma concorrência direta em rotas de longo curso com o Airbus A380. Para as companhias aéreas que procuram aviões comerciais grandes, os dois foram lançados como concorrentes em diversas ocasiões. A Boeing afirma que o 747-8 é 10% mais leve e consome 11% menos combustível por passageiro que o A380, criando uma redução de custo de viagem de 21% e uma redução de custo por assento de mais de 6%.
A produção do primeiro 747-8 Freighter começou em Everett, no início de agosto de 2008. Em 14 de novembro de 2008, a Boeing anunciou um atraso para o programa 747-8, justificando a disponibilidade limitada de recursos dentro da Boeing, as alterações de design e uma greve dos trabalhadores da fábrica. Em 21 de julho de 2009, a Boeing divulgou uma imagem do primeiro 747-8F, com sua fuselagem e asa principal montada.

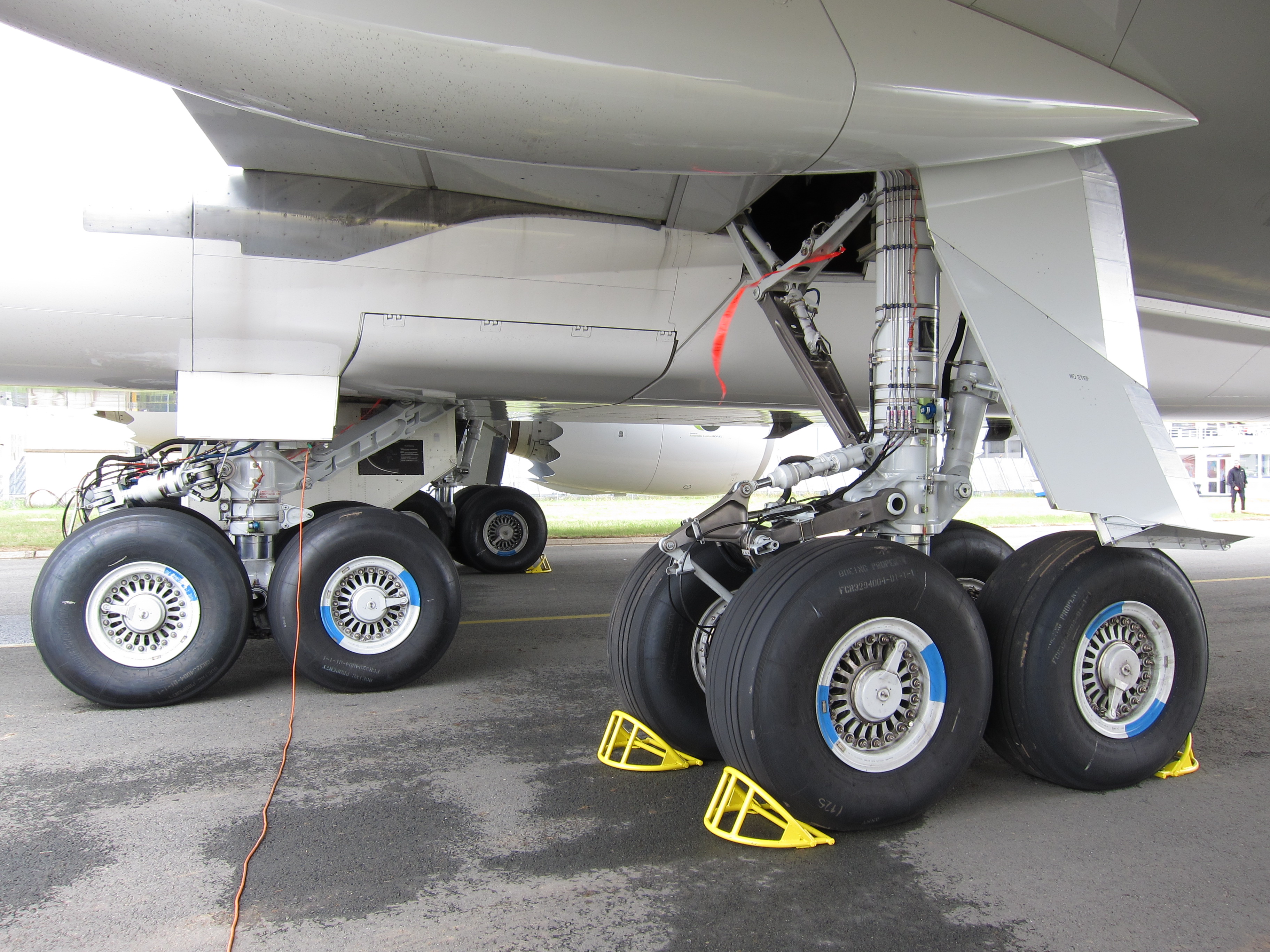
A configuração do trem de pouso do 747-8 é igual à configuração das demais versões.

Em fevereiro de 2009, apenas uma companhia aérea havia encomendado a versão de passageiros 747-8I, e a Boeing anunciou que estava reavaliando o projeto 747-8. O CEO Jim McNerney afirmou que a continuação do projeto não foi uma conclusão precipitada. A companhia estava avaliando várias opções.
Em outubro de 2009, a Boeing anunciou que havia atrasado o primeiro voo do 747-8 para o primeiro trimestre de 2010 e atrasou a entrega do 747-8I. A empresa teve um prejuízo de cerca de US$ 1 bilhão por causa deste atraso. Em resposta, a Cargolux afirmou ainda a intenção de aceitar a entrega dos treze cargueiros que tinha encomendado. A Lufthansa confirmou o seu compromisso para a versão de passageiros. Em 12 de novembro de 2009, a Boeing anunciou que o primeiro avião da Cargolux havia sido totalmente montado e iniciado a pintura em Everett. Ele foi submetido a testes de voo antes da entrega.
Em 4 de dezembro de 2009, a Korean Air se tornou a segunda companhia aérea que encomendou a versão 747-8I, com a solicitação de cinco aeronaves. Em 8 de janeiro de 2010, a Guggenheim Aviation Partners anunciou a redução das encomendas da versão 747-8F de quatro para duas aeronaves. Em março de 2011, a Korean Air converteu as encomendas em um pedido de dois cargueiros adicionais. Em 21 de abril de 2010, o CEO da Boeing Jim McNerney anunciou que a empresa estava acelerando a produção dos Boeing 747 e 777 para suportar a crescente demanda de encomendas.

### Certificação

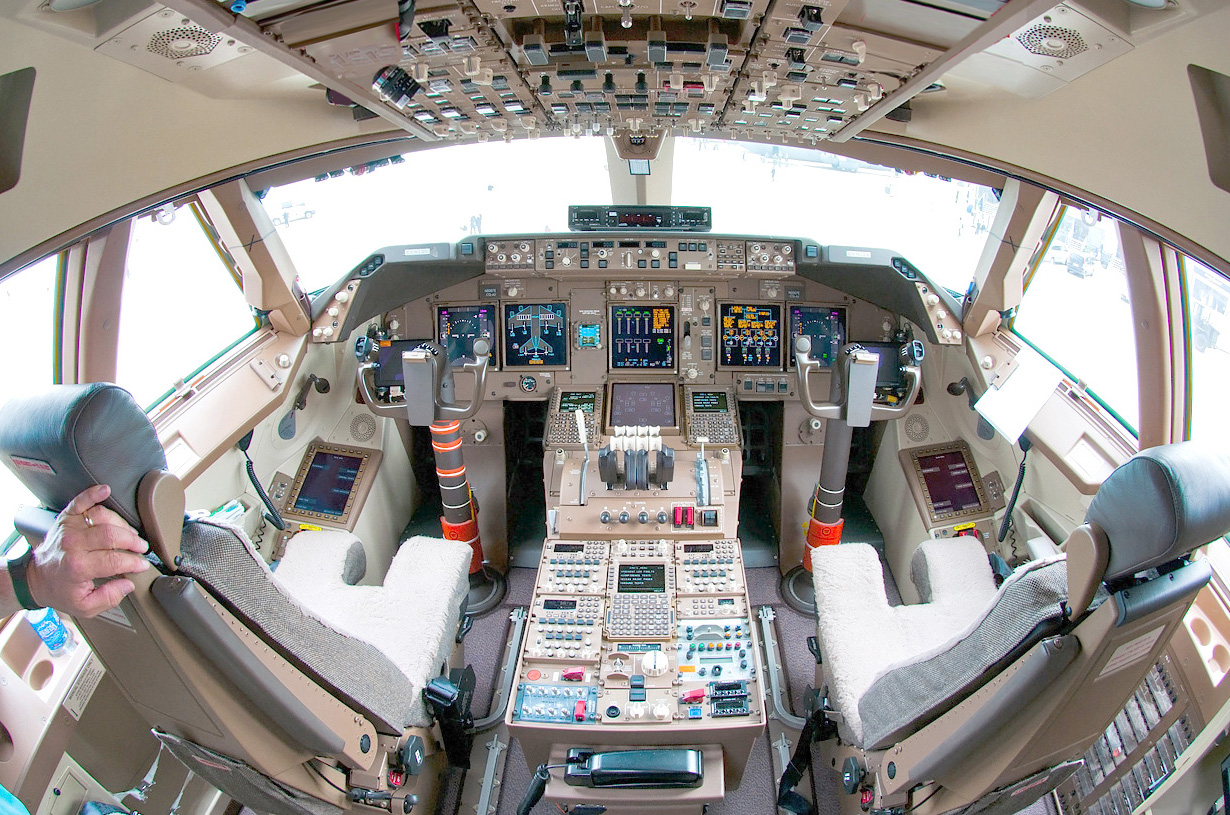
Cockpit do 747-8I.

Os testes de motores do 747-8 foram concluídos em dezembro de 2009. Os testes de taxiamento em alta velocidade foram concluídos em 7 de fevereiro de 2010. Em 8 de fevereiro de 2010, o 747-8 Freighter fez seu voo inaugural, ao decolar de Paine Field, Washington às 12:39 (UTC-8), e pousar às 16:18. A Boeing estimava que mais de 1 600 horas de voo seriam necessárias, a fim de certificar o 747-8. O segundo voo de teste no final de fevereiro testou os novos equipamentos de navegação. O restante dos testes de voo deveria acontecer em Moses Lake, incluindo a realização de testes de aeronavegabilidade e vibração, antes de se mudar para Palmdale, Califórnia, para a maioria dos testes de voo, para que não interferisse nos teste de voo do Boeing 787 Dreamliner em Everett.
Até 11 de março de 2010, o 747-8F havia realizado treze voos, totalizando 33 horas de voo. Em 15 de março de 2010, o segundo protótipo do 747-8F voou pela primeira vez em Paine Field, onde foi brevemente testado, antes de ir para Palmdale para continuar os testes de voo, juntamente com o outro 747-8F. Em 17 de março de 2010, o terceiro 747-8F fez seu primeiro voo e entrou para o programa de testes. A Boeing planejou exibir o 747-8F no Show Aéreo de Farnborough de 2010, juntamente com o 787, apesar de que as aparições de ambas as aeronaves atrasariam o cronograma de testes.

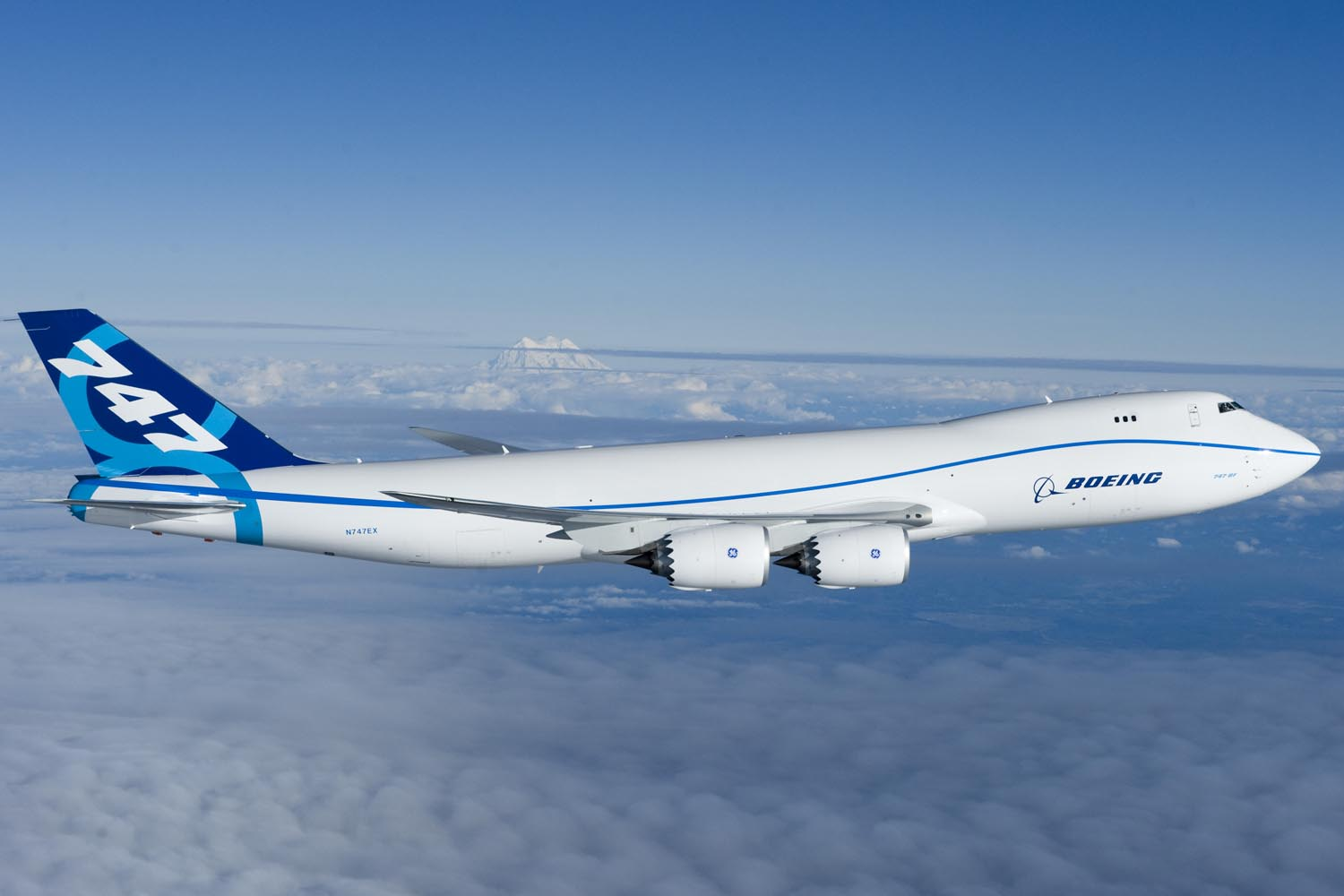
O protótipo do 747-8F durante o primeiro voo.

Durante os testes de voo, a Boeing descobriu um problema de estol com a aeronave por causa de turbulência procedente das portas do trem de pouso. A Boeing realizou uma avaliação, onde deslocou a terceira aeronave de teste para investigar o problema. O problema foi resolvido com uma alteração de design nas portas do trem de pouso. No início de abril de 2010, a Boeing identificou um possível defeito de um longeron na parte superior da fuselagem. Segundo a Boeing, as peças, fabricadas pela empresa Vought Aircraft Industries, estavam suscetíveis a rachaduras. A Boeing disse que a questão não afetaria os testes de voo, mas outras fontes afirmaram que o problema poderia impactar o sistema operacional da aeronave até que esteja totalmente reparado. Dois outros problemas foram encontrados, uma oscilação no aileron e uma vibração estrutural. Estes problemas retardaram os testes de voo e usou-se quase toda a margem no cronograma de desenvolvimento da Boeing.
Em 19 de abril de 2010, a segunda aeronave de testes de voo foi transferida de Moses Lake para Palmdale, a fim de realizar testes nos motores da aeronave, em preparação para a obtenção da certificação dos motores. A terceira aeronave de teste foi transferida para Palmdale em maio. Em 3 de junho de 2010, um dos motores da segunda aeronave de testes foi atingido por um rebocador em solo. O capô do motor foi danificado, mas não houve danos maiores. Após reparos da aeronave, foram feitos testes para a eficiência de combustível. Foi anunciado em 14 de junho de 2010, que o 747-8 havia completado a fase inicial de testes de voo.

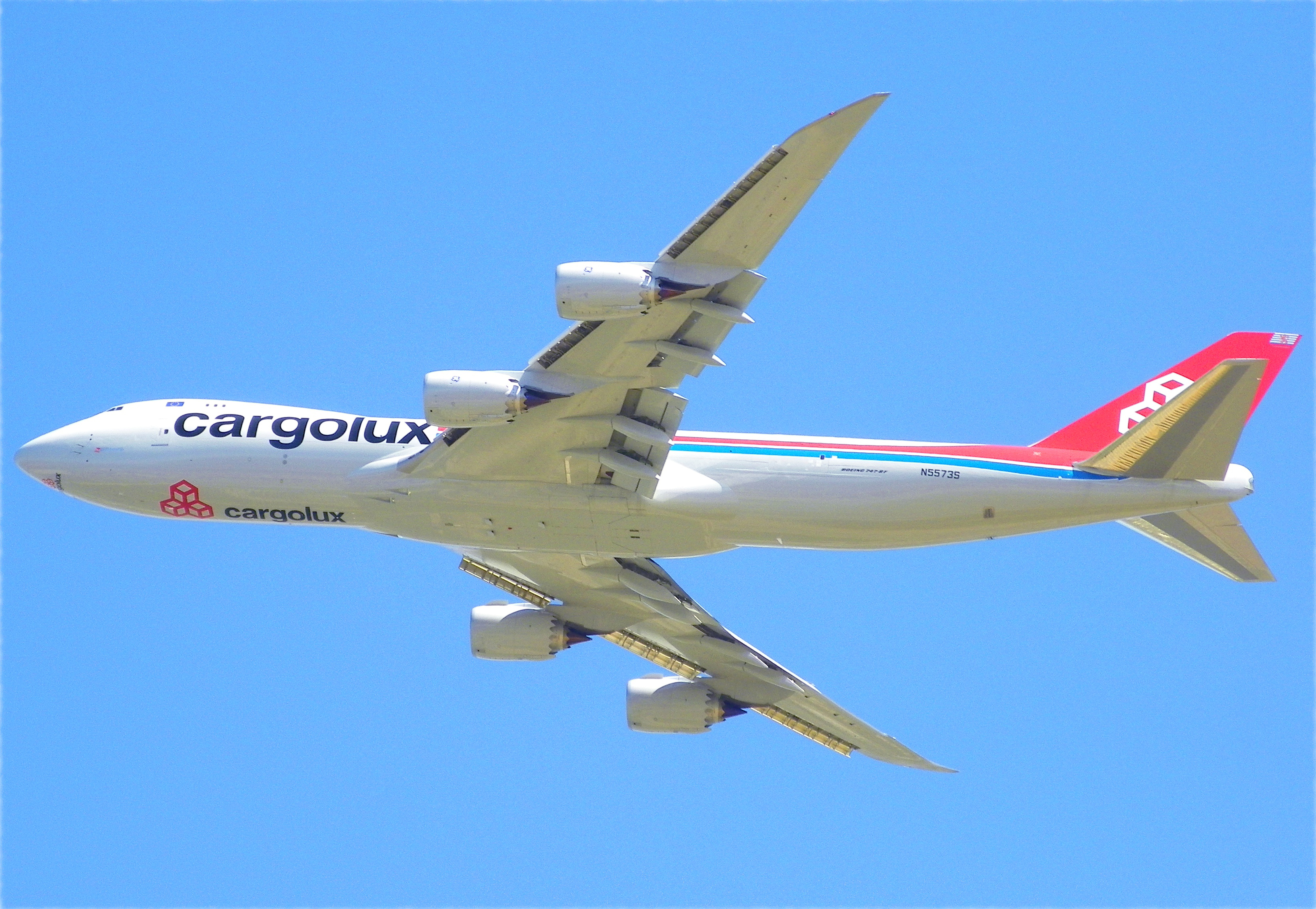
O primeiro 747-8F da Cargolux sobrevoando Fresno, Califórnia.

Em junho de 2010, os três 747-8F que realizavam o programa de testes de voo haviam voado um total de 500 horas. Na mesma ocasião, a Boeing determinou que uma quarta aeronave era necessária para ajudar a concluir os testes de voo. Decidiu-se utilizar a segunda aeronave em produção para conduzir os testes não instrumentados ou minimamente instrumentados, como o HIRF e testes com pista molhada. A aeronave, já com a pintura da Cargolux, voou pela primeira vez em 23 de julho de 2010.
Em 21 de agosto de 2010, o 747-8F decolou de Victorville, Califórnia, pesando 1 005 000 libras (455 860 kg), sendo que seu peso máximo de decolagem é de 975 000 libras (442 253 kg). O quinto 747-8F se juntou aos testes de voo voando pela primeira vez no dia 3 de fevereiro de 2011. Em 30 de setembro de 2010, a Boeing anunciou um novo adiamento, com a entrega do primeiro cargueiro à Cargolux prevista para meados de 2011.
A versão 747-8I fez seu primeiro voo em Everett em 20 de março de 2011. A segunda aeronave utilizada nos testes voou em 26 de abril de 2011. Três aeronaves realizaram testes de voo em dezembro de 2011.
O 747-8F recebeu sua certificação pela FAA e pela EASA em 19 de agosto de 2011. As aeronaves deveriam entrar em operação em 19 de setembro de 2011, mas, em 17 de setembro de 2011, a Cargolux anunciou que não aceitaria os dois primeiros 747-8F programados para entrega em 19 e 21 de setembro de 2011, devido a questões contratuais pendentes entre a Boeing e Cargolux. A aeronave entrou em serviço em outubro de 2011.
Em 25 de outubro de 2011, o 747-8I voou para o Aeroporto Internacional Grantley Adams em Barbados para realizar os testes de voo no clima tropical do Caribe, determinando os seus efeitos sobre a aeronave. O Boeing 787 Dreamliner realizou testes semelhantes em Barbados na semana anterior. Um 747-8I de testes foi usado para uma avaliação por parte da Lufthansa no início de dezembro de 2011, antes da primeira entrega no início de 2012. Em 14 de dezembro de 2011, o 747-8I recebeu a certificação da FAA.

### Entrada em serviço
Depois de resolver suas questões contratuais, a Boeing entregou o primeiro 747-8F à Cargolux na sua fábrica de Everett, em 12 de outubro de 2011. O cargueiro voou para o Aeroporto Internacional de Seattle-Tacoma e foi carregado antes de voar para Luxemburgo. A Lufthansa recebeu o seu primeiro 747-8I em 5 de maio de 2012, e começou a operar a versão em voos de Frankfurt para Washington D.C em 1 de junho de 2012.
Em 15 de setembro de 2012, a National Transportation Safety Board solicitou a interrupção da produção dos motores da General Electric utilizados no 747-8 e do 787 até receberem inspeções após rachaduras descobertas em três motores.
Em 27 de janeiro de 2013, a frota operante de 747-8 atingiu a marca de 100 000 horas voadas. A taxa de produção do 747-8 foi diminuída para duas aeronaves por mês em abril de 2013 e, em seguida, reduzida para 1,5 aeronaves por mês em outubro de 2013. Em 25 de junho de 2015, o Wall Street Journal informou que a carteira de pedidos caiu para 32 e a Boeing havia decidido reduzir a produção para uma aeronave por mês em 2016.
Em 2014, a Boeing criou um programa de melhoramentos para o 747-8, denominado Projeto Ozark, com o objetivo de melhorar o alcance e consumo de combustível. Com todas as melhorias implementadas, a aeronave resultante teve um peso máximo de decolagem superior a um milhão de libras. A empresa lentamente introduzirá os aspectos ao longo do tempo. O pacote de desempenho do motor resultou em 2% menor consumo de combustível. A Boeing também melhorou a função do tanque de combustível da cauda e melhorou o software de gestão de voo. As aeronaves produzidas a partir de 2014 pesam 9 000 libras menos do que o primeiro 747-8 que saiu da linha de produção e queima 3,5% menos combustível. Outras melhorias a ser introduzidas incluem carenagens melhoradas ao lado da cauda. Os chevrons na saída de ar dos motores estão sendo feitos mais finos. A Boeing espera que estas melhorias, que beneficiam tanto a versão de passageiros e cargueiro, ajudaria a melhorar as vendas.

## Design
O 747-8 é uma evolução do Boeing 747 que aprimorou a tecnologia e aerodinâmica da aeronave. As duas variantes de 747-8 apresentam um trecho da fuselagem de 18,3 pés (5,6 metros) a mais que o 747-400, elevando o comprimento total para 250 pés (76,25 metros). O 747-8I é a aeronave comercial mais longa do mundo, superando o Airbus A340-600 por aproximadamente 3 pés (0,91 metros). Com um peso máximo de decolagem de 975 000 libras (442 000 quilos), o 747-8 é a aeronave mais pesada fabricada nos Estados Unidos.
Em comparação com o 747-400, as principais mudanças aconteceram nas asas, que foram submetidas a uma revisão de design. A estrutura básica foi mantida para baixar os custos, mas a asa foi refeita mais grossa e mais profunda, com a aerodinâmica recalculada. O aumento da envergadura da asa faz com que o 747-8 seja uma aeronave de categoria F, ao invés de uma aeronave de categoria E, semelhante ao Airbus A380.

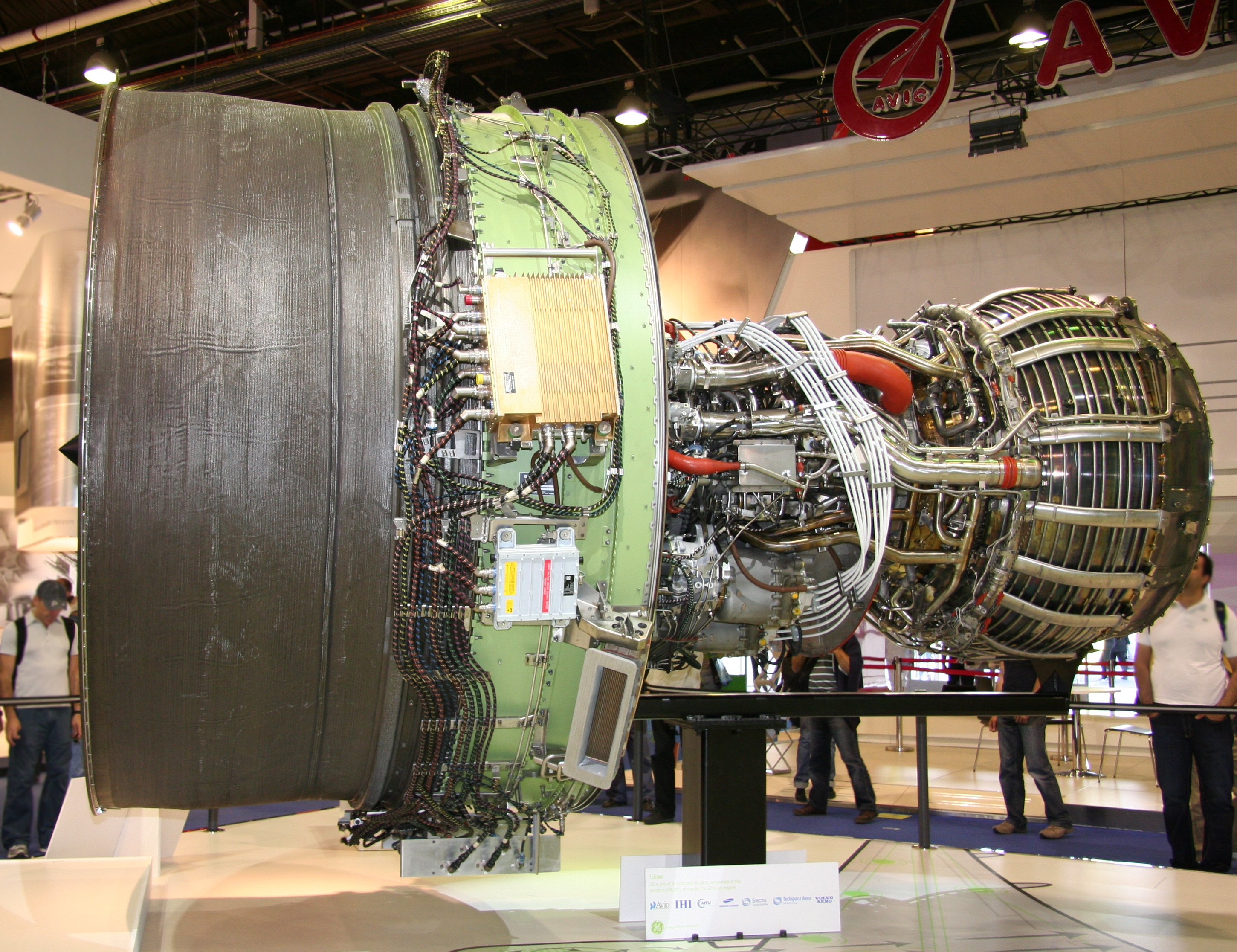
O motor General Electric GEnx, utilizado no 747-8 e no 787, em exposição no Show Aéreo de Paris.

Wingtips, semelhantes aos usados no 777-200LR, no 777-300ER e no 787, foram utilizados no 747-8, ao invés de winglets usados no 747-400. Estas estruturas nas pontas das asas ajudam a reduzir os vórtices nas pontas das asas nas bordas laterais das asas, diminuindo a turbulência e o arrasto, o que melhora a eficiência de combustível. Outro esforço para reduzir o peso é a introdução da tecnologia fly-by-wire para a maioria dos controles.
A capacidade extra de combustível na asa elimina a necessidade de alterar significativamente o estabilizador horizontal para acomodar os tanques auxiliares, o que diminuiu mais ainda os custos. O estabilizador vertical foi inalterado, com uma altura de 63 pés (19,35 metros). Alguns componentes de plástico foram reforçados com fibra de carbono, para reduzir o peso.
O General Electric GEnx é o único motor disponível para o 747-8 e é uma das duas opções oferecidas para o Boeing 787. A variante do motor foi adaptada para fornecer ar de sangria para os sistemas convencionais da aeronave e apresentam um diâmetro menor para caber na asa do 747-8. Os testes de voo do motor GEnx, equipado com um 747-100, iniciaram em março de 2009.

## Variantes

### 747-8Freighter

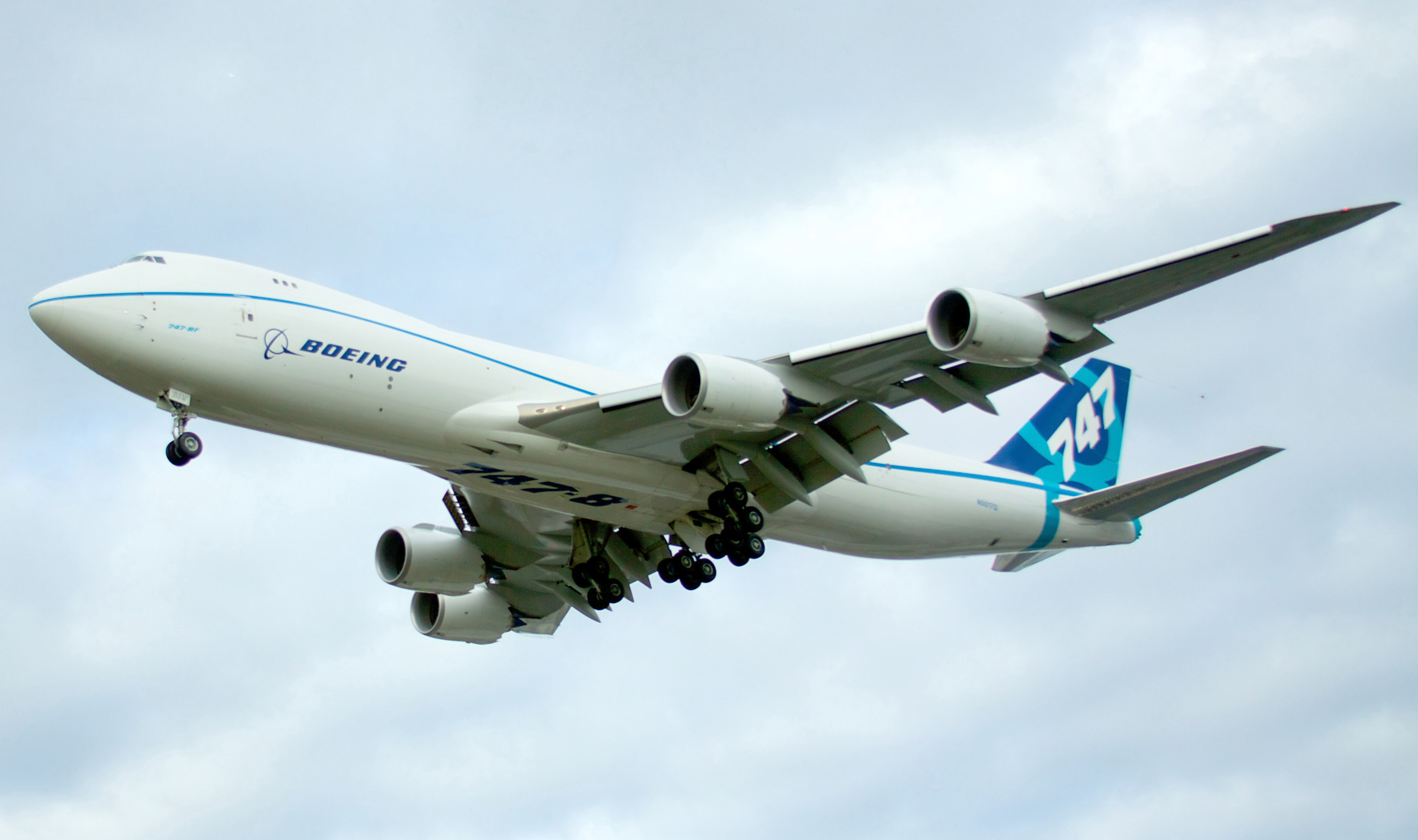
Aeronave durante os testes de voo.

A Boeing projetou uma variante cargueira do 747-8, nomeado 747-8 Freighter ou 747-8F. A empresa lançou a versão cargueira, em 14 de novembro de 2005. O 747-8F foi a primeira variante a entrar em serviço. Como no 747-4F, o deck superior é mais curto do que os modelos de passageiros. Com 975 000 libras (442 000 quilos) de peso máximo de decolagem, a variante tem uma capacidade total de cargas de 308 000 libras (140 000 quilos) e um alcance de 4 390 milhas náuticas (8 130 quilômetros). Quatro paletes extras foram criados no convés principal, com dois contêiners e dois paletes extras no convés inferior. O 747-8F tem um custo operacional 16% inferior do que o 747-4F e oferecer um maior alcance.

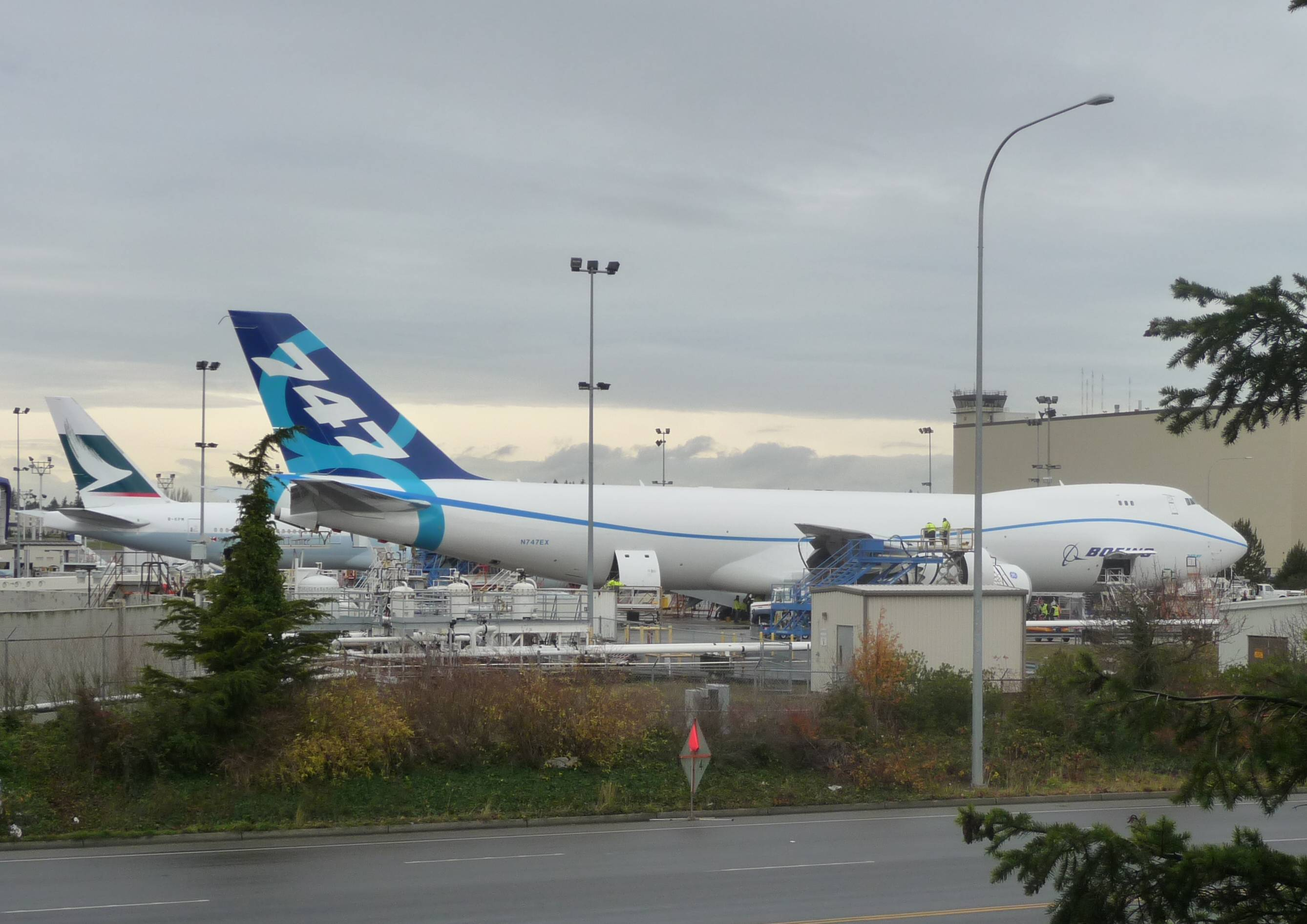
Primeiro 747-8F durante o reabastecimento na fábrica da Boeing.

O 747-8F tem mais capacidade de carga útil que o 747-400ERF. As empresas podem transportar cargas indivisíveis, que requerem uma capacidade de carga útil maior. Como é comum com aviões cargueiros, o peso máximo de decolagem é dado com carga máxima e não combustível máximo. O 747-8 possui um aumento de 65 000 libras (29 000 quilos) no peso máximo de decolagem, comparado com o 747-400ERF.
A Cargolux e a Nippon Cargo Airlines foram as primeiras empresas que encomendaram o 747-8F em novembro de 2005. A montagem da aeronave começou em 8 de agosto de 2008 e a primeira aeronave foi entregue em 12 de outubro de 2011 para a Cargolux. Seis meses após o lançamento da aeronave, a Boeing anunciou que os operadores do 747-8F haviam conseguido uma redução de 1% no consumo de combustível. A Nippon Cargo sofre uma crise financeira interna e vários de seus novos 747-8F estão estacionados no Arizona Desert, ao invés de transportar cargas.
Em junho de 2015, a Boeing previu novas encomendas para o 747-8F, com base em suas projeções de um aumento anual de 4,7% na demanda de carga aérea.

### 747-8 Intercontinental

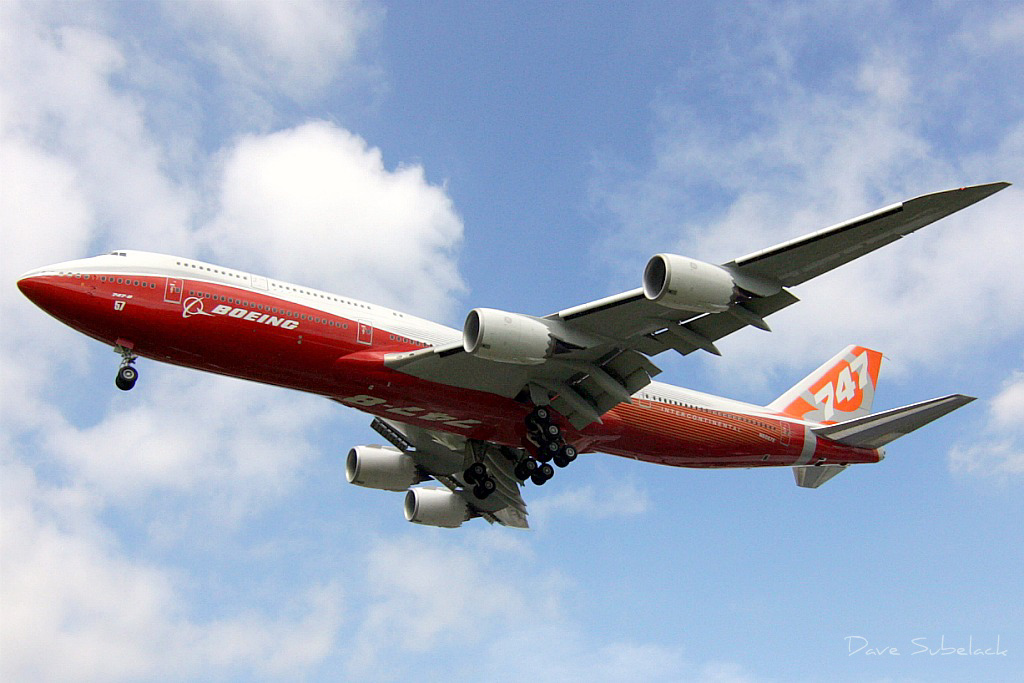
Protótipo do 747-8I durante o voo de teste.

A versão de passageiros, chamada 747-8 Intercontinental ou 747-8I, foi formalmente lançada pela Boeing em 14 de novembro de 2005. Ele pode transportar até 467 passageiros em uma configuração típica de três classes, com um alcance de 8 000 milhas náuticas (15 000 quilômetros), a uma velocidade de Mach 0,855 (1 055 quilômetros por hora). O 747-8I é capaz de transportar até 51 passageiros e dois paletes de carga a mais do que o -400. Apesar dos planos iniciais para uma aeronaves mais curta em comparação com o -8F, as duas variantes foram criadas no mesmo comprimento, aumentando a capacidade de passageiros e permitindo uma fácil modificação do 747-8I para uso cargueiro. O deck superior é alongado na versão -8I. A nova tecnologia de motor e modificações aerodinâmicas permitem um maior alcance. A Boeing afirmou que, em comparação com o -400, o -8I é 30% mais silencioso, 16% mais eficiente em termos de economia de combustível, e têm custos por assento cerca de 13% mais baixos.

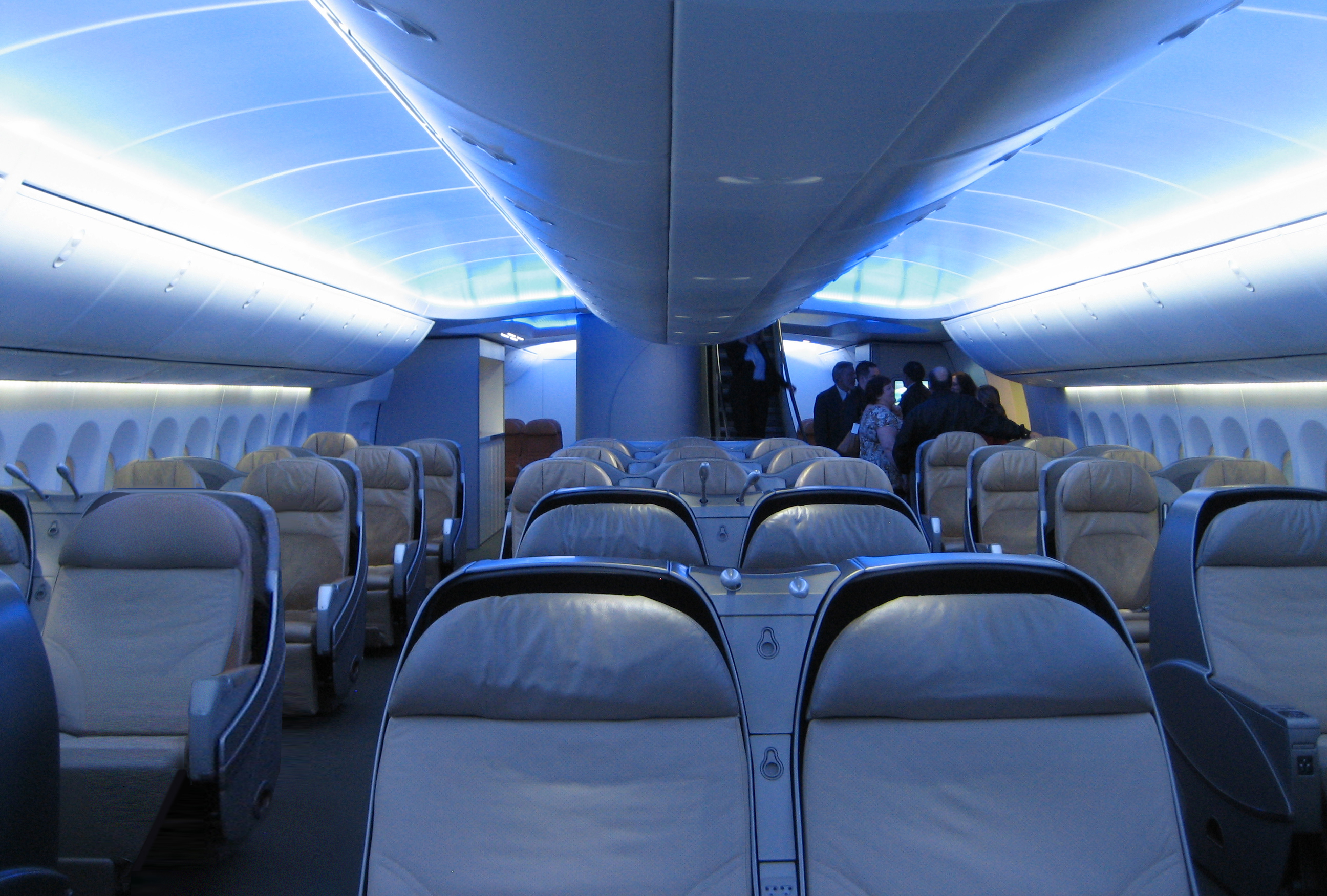
Assentos da classe Business no andar principal do -8I.

Para o 747-8, a Boeing propôs algumas alterações no layout interno da aeronave. A mudança mais notável foi a escadaria curva para o andar superior e uma entrada principal de passageiros maior. A cabine principal do -8I possui várias semelhanças com o 787, como os compartimentos superiores de bagagem, que são curvos. As janelas também são de tamanho semelhante às utilizadas no 777, que são 8% maiores do que as utilizadas no 747-400. O 747-8 apresenta um novo sistema de iluminação de LED, o que evita o desgaste causado pela iluminação forçada, além de reduzir consideravelmente o jet lag.

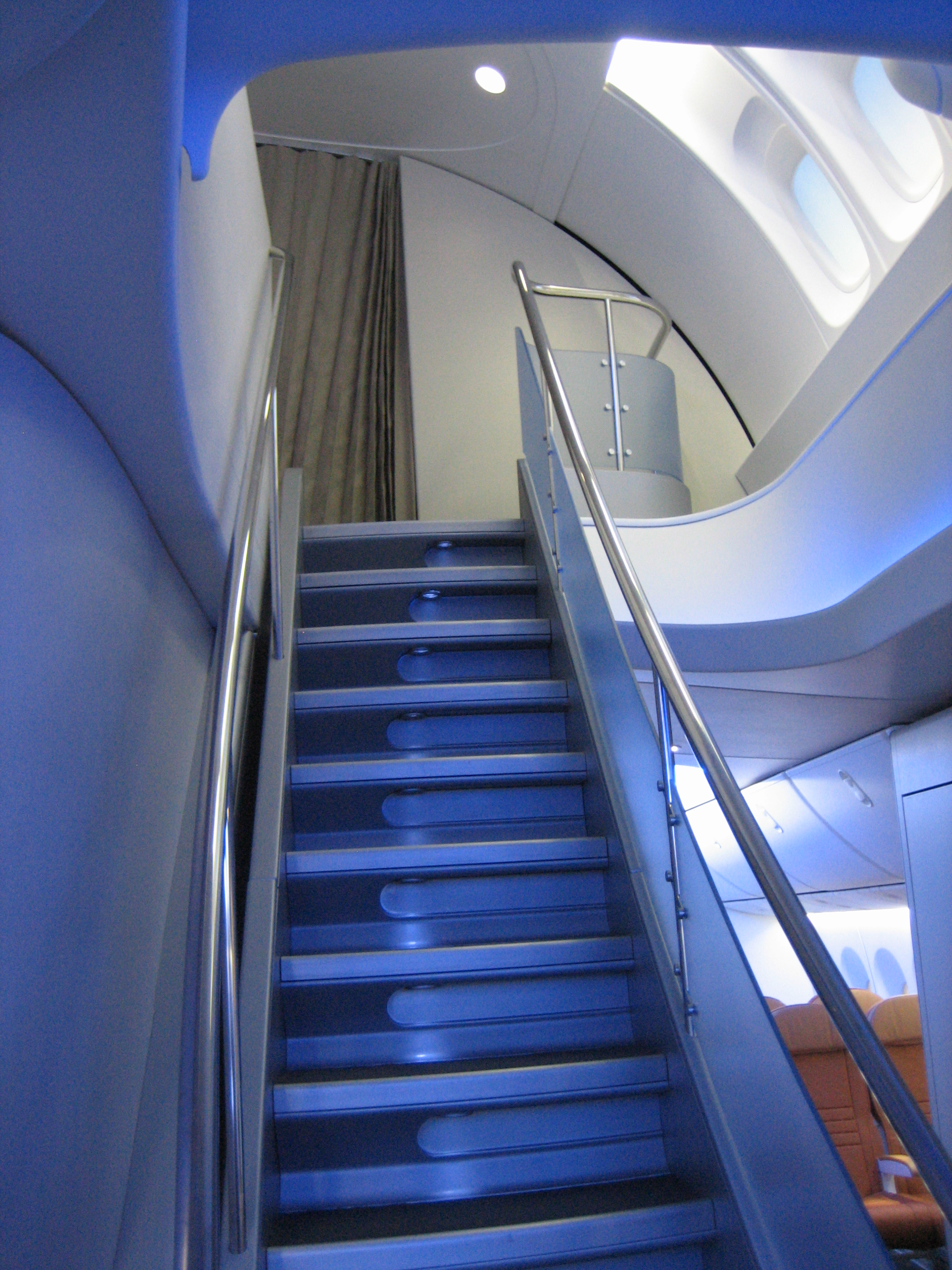
Escada no 747-8I que leva ao deck superior.

Durante a fase inicial da comercialização do 747-8, a Boeing também propôs a criação de um "Skyloft", que geraria uma receita a mais para as companhias. Esta facilidade incluiria "SkySuites", pequenos compartimentos individuais com portas de correr ou cortinas, camas, sofás e objetos de entretenimento. Uma área com um salão comum também poderia ser oferecido. O acesso a esta área seria através de uma escada separada na parte traseira da aeronave. Os passageiros que utilizam as SkySuites, vendidas a um preço maior, sentariam-se em assentos regulares da classe econômica durante a decolagem e a aterrissagem, e poderiam ir para estas áreas durante o voo. No entanto, estudos de viabilidade mostraram que poucas pessoas se interessariam nestes modelos. Em 2007, a Boeing substituiu o conceito Skyloft por opções de armazenamento no andar superior da aeronave, o que foi apoiado pelas companhias aéreas. Mas, este conceito foi adaptado e está disponível para as aeronaves VIP, sendo o primeiro BBJ 747-8 com o conceito Skyloft foi produzido em 2012.
O primeiro pedido do 747-8 Intercontinental foi feito em maio de 2006, para uma aeronave VIP. A Lufthansa se tornou a primeira companhia aérea a encomendar o 747-8I, em 6 de dezembro de 2006. Em dezembro de 2009, a Korean Air anunciou a encomenda de cinco 747-8I.
A montagem final do primeiro 747-8I começou no dia 8 de maio de 2010. A junção final das partes ocorreu em 15 de outubro de 2010, um pouco à frente do cronograma previsto. A montagem do primeiro 747-8I foi concluída em fevereiro de 2011, pouco antes da cerimônia de roll-out em Everett, Washington, em 13 de fevereiro de 2011. Na época, as entregas foram previstas para começar no final de 2011.
Os testes em solo do -8I, que simulou as condições de voo, foram feitos nos dias 12 e 13 de março de 2011. O primeiro voo do 747-8I ocorreu em 20 de março de 2011, em Paine Field. O segundo 747-8I voou pela primeira vez no mês seguinte. Ao terminar o programa de testes de voo, o 747-8I foi certificado pela FAA em 14 de dezembro de 2011. Nessa época, as entregas 8I foram planejadas para começar no início de 2012.

### Aeronave presidencial
Em 2007, a Força Aérea dos Estados Unidos estava buscando um novo Air Force One, substituindo os dois Boeing VC-25 (Boeing 747-200B modificado). Em 2009, a Boeing foi procurada para desenvolver versão presidencial para o 747-8, juntamente com uma variante do Boeing 787 Dreamliner. Em 28 de janeiro de 2015, a Força Aérea anunciou o 747-8 como substituto para o VC-25A para o transporte presidencial. A secretária da força aérea dos Estados Unidos Deborah Lee James afirmou que o Boeing 747-8 é a única aeronave fabricada nos Estados Unidos que atende as capacidades necessárias para executar a missão de apoio presidencial.
Em 2010, fontes do governo da Coreia do Sul indicaram que a nação poderia adquirir o 747-8 para servir como avião presidencial do país.

## Operadores
Em julho de 2015, havia 84 aeronaves em serviço com 12 operadores:
- AirBridgeCargo Airlines (8)
- Air China (6)
- Atlas Air (4)
- Cargolux (13)
- Cathay Pacific Cargo (13)
- Etihad Cargo (1)
- Korean Air (7)
- Korean Air Cargo (6)
- Lufthansa (19)
- Nippon Cargo Airlines (8)
- Polar Air Cargo (5)
- Saudia Cargo (2)
- Silk Way Airlines (3)

Futuramente, a Global Supply Systems operará a aeronave.

### Pedidos e entregas
|          |        | 2005 | 2006 | 2007 | 2008 | 2009 | 2010 | 2011 | 2012 | 2013 | 2014 | 2015 | 2016 | 2017 | Total |
| Pedidos  |        | 18   | 42   | 20   | 2    | 5    | 1    | 5    | 7    | 17   | 2    | 2    | 18   | -7   | 121   |
| Entregas | 747-8I | –    | –    | –    | –    | –    | –    | –    | 12   | 5    | 10   | 12   | 3    | 2    | 38    |
| Entregas | 747-8F | –    | –    | –    | –    | –    | –    | 9    | 19   | 19   | 9    | 6    | 6    | 2    | 63    |
| Entregas | Total  | –    | –    | –    | –    | –    | –    | 9    | 31   | 24   | 19   | 18   | 9    | 4    | 114   |

| Data do pedido         | Cliente                  | 747‑8I | 747‑8F | Entregas |
| ---------------------- | ------------------------ | ------ | ------ | -------- |
| 15 de novembro de 2005 | Cargolux                 |        | 14     | 13       |
| 15 de novembro de 2005 | Nippon Cargo Airlines    |        | 10     | 8        |
| 30 de maio de 2006     | Business Jet             | 9      |        | 8        |
| 11 de setembro de 2006 | Atlas Air                |        | 10     | 10       |
| 30 de novembro de 2006 | Volga-Dnepr Airlines     |        | 5      | 5        |
| 6 de dezembro de 2006  | Lufthansa                | 19     |        | 19       |
| 26 de dezembro de 2006 | Korean Air Cargo         |        | 7      | 6        |
| 8 de novembro de 2007  | Cathay Pacific Cargo     |        | 14     | 13       |
| 7 de dezembro de 2009  | Korean Air               | 10     |        | 4        |
| 15 de junho de 2011    | Arik Air                 | 2      |        |          |
| 11 de setembro de 2012 | Air China                | 7      |        | 7        |
| 27 de novembro de 2012 | Saudia Cargo             |        | 2      | 2        |
| 9 de julho de 2013     | Silk Way Airlines        |        | 5      | 3        |
| 27 de dezembro de 2013 | Transaero                | 4      |        |          |
| 10 de outubro de 2014  | AirBridgeCargo Airlines  |        | 3      | 3        |
| 27 de outubro de 2016  | UPS Airlines             |        | 14     |          |
| 2 de março de 2017     | Cliente não identificado | 1      |        |          |
| Total                  |                          | 45     | 86     | 114      |
| Total                  | 131                      |        |        | 114      |

## Incidentes
Em 31 de julho de 2013, um 747-8F da AirBridgeCargo Airlines teve uma das turbinas no motor número 3 congelada, causando danos ao mesmo, enquanto estava a caminho de Hong Kong. A aeronave pousou em segurança no Aeroporto Internacional de Hong Kong. A Boeing e General Electric trabalharam em mudanças para diminuir os efeitos do gelo nas turbinas dos motores.

## Especificações

Comparação com as quatro maiores aeronaves
Hughes H-4 Hercules
Antonov An-225 Mriya
Airbus A380
Boeing 747-8

Comparação com o comprimento do dirigível LZ 129 Hindenburg, o maior aparelho voador já construído:
Boeing 747-8
LZ 129 Hindenburg (245m)

Fonte: Boeing
|                                  | 747-8I                                     | 747-8F                                    |
| -------------------------------- | ------------------------------------------ | ----------------------------------------- |
| Tripulação                       | Dois (piloto e copiloto)                   | Dois (piloto e copiloto)                  |
| Capacidade de passageiros        | 605 (única classe) 410 (3 classes)         | —                                         |
| Comprimento                      | 250 pés (76,3 metros)                      | 250 pés (76,3 metros)                     |
| Envergadura                      | 224 pés (68,5 metros)                      | 224 pés (68,5 metros)                     |
| Área da asa                      | 554 metros quadrados                       | 554 metros quadrados                      |
| Ângulo da asa                    | 37.5°                                      | 37.5°                                     |
| Alongamento                      | 8.47                                       | 8.47                                      |
| Altura                           | 63 pés (19,4 metros)                       | 63 pés (19,4 metros)                      |
| Largura da cabine                | 20 pés (6,3 metros)                        | 20 pés (6,3 metros)                       |
| Peso vazio                       | 470 000 libras (213 000 quilogramas)       | 470 000 libras (213 000 quilogramas)      |
| Peso máximo de decolagem         | 987 000 libras (448 000 quilogramas)       | 987 000 libras (448 000 quilogramas)      |
| Peso máximo de pouso             | 688 000 libras (312 000 quilogramas)       | 757 000 libras (343 000 quilogramas)      |
| Peso máximo sem combustível      | 651 000 libras (295 000 quilogramas)       | 727 000 libras (330 000 quilogramas)      |
| Carga útil estrutural máxima     | 169 100 libras (76 700 quilogramas)        | 295 800 libras (134 000 quilogramas)      |
| Capacidade máxima de combustível | 63 034 galões (239 000 litros)             | 60 211 galões (228 000 litros)            |
| Velocidade de cruzeiro           | Mach 0.855 (570 mph; 917 km/h; 495 nós)    | Mach 0.845 (564 mph; 908 km/h; 490 nós)   |
| Velocidade máxima                | Mach 0.90                                  | Mach 0.90                                 |
| Alcance                          | 7 730 milhas náuticas (14 300 quilômetros) | 4 390 milhas náuticas (8 130 quilômetros) |
| Capacidade de carga              | 5 705 pés cúbicos (162 metros cúbicos)     | 30 177 pés cúbicos (855 metros cúbicos)   |
| Teto de serviço                  | 43 100 pés (13 100 metros)                 | 43 100 pés (13 100 metros)                |
| Motores (4×)                     | GEnx-2B67                                  | GEnx-2B67                                 |
| Empuxo (4×)                      | 66 500 libras                              | 66 500 libras                             |